# 2007世界巡迴演唱會 (周杰倫專輯)
周杰倫2007世界巡迴演唱會是台灣歌手周杰倫在2007年至2009年於世界各地開展的一次巡迴演出活動。演唱會共進行42場。
《周杰倫2007世界巡迴演唱會》是台湾男歌手周杰伦发行的第三张现场专辑，共分为三个版本：绿色2CD版、红色DVD版、紫色2CD+DVD版，由台湾索尼音乐娱乐于2008年1月31日发行。收录了周杰伦于2007年11月10日在台湾台北縣板橋體育場举行的“周杰倫2007世界巡迴演唱會”实况。
该专辑发行后在G-Music 玫瑰大眾唱片影音榜获得第4周（2008年1月25日~31日）冠军，销售份额占这一周影音类销量的9.96%。共连续8周（第4周~第11周，2008年1月25日~2008年3月20日）夺得冠军，并持续保持排行榜前20名内共33周。

## 巡迴場次
| 場次 | 日期           | 國家／地區 | 城市   | 場館                    | 備注                                                                            |
| ---- | -------------- | ---------- | ------ | ----------------------- | ------------------------------------------------------------------------------- |
| 1    | 2007年11月10日 | 中華民國   | 板橋   | 板橋第一體育場          | 嘉賓：潘瑋柏、費玉清、柯有倫                                                    |
| 2    | 2007年11月24日 | 中国大陆   | 上海   | 上海體育場              |                                                                                 |
| 3    | 2007年12月5日  | 香港       | 香港   | 紅磡體育館              | 嘉賓：費玉清                                                                    |
| 4    | 2007年12月6日  | 香港       | 香港   | 紅磡體育館              | 嘉賓：許志安                                                                    |
| 5    | 2007年12月7日  | 香港       | 香港   | 紅磡體育館              | 嘉賓：李雲迪                                                                    |
| 6    | 2007年12月8日  | 香港       | 香港   | 紅磡體育館              | 嘉賓：Twins                                                                     |
| 7    | 2007年12月9日  | 香港       | 香港   | 紅磡體育館              | 嘉賓：柯有倫                                                                    |
| 8    | 2007年12月11日 | 香港       | 香港   | 紅磡體育館              | 嘉賓：陳奕迅                                                                    |
| 9    | 2007年12月12日 | 香港       | 香港   | 紅磡體育館              | 嘉賓：郭富城                                                                    |
| 10   | 2007年12月24日 | 美国       | 洛杉磯 | 蓋倫中心                |                                                                                 |
| 11   | 2008年1月12日  | 中国大陆   | 廣州   | 天河體育中心體育場      |                                                                                 |
| 12   | 2008年1月18日  | 新加坡     | 新加坡 | 新加坡室內體育館        |                                                                                 |
| 13   | 2008年1月19日  | 新加坡     | 新加坡 | 新加坡室內體育館        |                                                                                 |
| 14   | 2008年2月16日  | 日本       | 東京   | 日本武道館              | 第二位在武道館開唱的華人歌手                                                    |
| 15   | 2008年2月17日  | 日本       | 東京   | 日本武道館              | 第二位在武道館開唱的華人歌手                                                    |
| 16   | 2008年2月23日  | 马来西亚   | 吉隆坡 | 默迪卡體育場            |                                                                                 |
| 17   | 2008年4月5日   | 澳門       | 澳門   | 金光綜藝-威尼斯人綜合館 |                                                                                 |
| 18   | 2008年4月19日  | 中国大陆   | 南京   | 南京奧林匹克體育中心    |                                                                                 |
| 19   | 2008年4月26日  | 中国大陆   | 天津   | 天津奧林匹克中心體育場  |                                                                                 |
| 20   | 2008年5月1日   | 中国大陆   | 北京   | 工人體育場              |                                                                                 |
| 21   | 2008年5月24日  | 中国大陆   | 重慶   | 重慶市奧林匹克體育中心  | 因汶川大地震改为慈善募捐演唱會，演唱會收入全部捐給災區 嘉賓：蘇芮、周蕙、劉畊宏 |
| 22   | 2008年6月21日  | 中国大陆   | 長沙   | 賀龍體育場              |                                                                                 |
| 23   | 2008年6月28日  | 中国大陆   | 貴陽   | 貴陽新體育場            |                                                                                 |
| 24   | 2008年7月5日   | 中国大陆   | 溫州   | 溫州體育中心體育場      |                                                                                 |
| 25   | 2008年9月5日   | 中国大陆   | 西安   | 陝西省體育場            |                                                                                 |
| 26   | 2008年10月2日  | 中国大陆   | 揚州   | 揚州市體育中心          |                                                                                 |
| 27   | 2008年10月18日 | 中国大陆   | 廈門   | 廈門市體育中心          |                                                                                 |
| 28   | 2008年10月25日 | 中国大陆   | 武漢   | 武漢沌口體育場          |                                                                                 |
| 29   | 2008年11月7日  | 中国大陆   | 成都   | 成都市體育中心          |                                                                                 |
| 30   | 2008年11月15日 | 中国大陆   | 杭州   | 黃龍體育中心體育場      |                                                                                 |
| 31   | 2008年11月22日 | 中国大陆   | 南寧   | 廣西體育中心體育場      |                                                                                 |
| 32   | 2008年11月29日 | 中国大陆   | 昆明   | 拓東體育場              |                                                                                 |
| 33   | 2008年12月18日 | 加拿大     | 多倫多 | Air Canada Centre       |                                                                                 |
| 34   | 2008年12月21日 | 美国       | 康州   | Mohegan Sun Arena       | 一天兩場                                                                        |
| 35   | 2008年12月21日 | 美国       | 康州   | Mohegan Sun Arena       | 一天兩場                                                                        |
| 36   | 2009年2月14日  | 中国大陆   | 深圳   | 深圳體育場              |                                                                                 |
| 37   | 2009年4月25日  | 中国大陆   | 洛陽   | 洛陽新區體育場          |                                                                                 |
| 38   | 2009年5月1日   | 中国大陆   | 昆山   | 昆山體育中心體育場      |                                                                                 |
| 39   | 2009年5月16日  | 中国大陆   | 泉州   | 泉州海峽體育中心體育場  |                                                                                 |
| 40   | 2009年7月3日   |            | 悉尼   | 庫多斯銀行體育館        | 首唱澳洲                                                                        |
| 41   | 2009年8月22日  | 中国大陆   | 佛山   | 佛山世紀蓮體育中心      |                                                                                 |
| 42   | 2009年8月28日  | 中国大陆   | 瀋陽   | 瀋陽奧林匹克體育中心    |                                                                                 |

1. 黃金甲 

2. 無雙 

3. 不能說的秘密 

4. 退後 

5. 甜甜的 

6. 最長的電影 

7. 楓 

8. 蒲公英的約定 

9. 白色風車 

10. 菊花台 
 
11. 麥芽糖 
 
12. 牛仔很忙 

13 聽媽媽的話（with 潘瑋柏） 

14. 本草綱目 
 
15. 千里之外（with 費玉清） 

16. 青花瓷 

17. 夜曲 

18. 夜的第七章 

19. 迷迭香 

20. 彩虹 

21. 淘汰 

22. 陽光宅男 

Encore 

23. 髮如雪 

24. 霍元甲 

25. 雙截棍 

1. 黃金甲 

2. 無雙 

3. 最後的戰役 

4. 不能說的秘密 

5. 退後 

6. 黑色幽默 

7. 最長的電影 

8. 安靜 

9. 白色風車 

10. 麥芽糖 
 
11. 牛仔很忙 

12. 聽媽媽的話 

13. 笑著流淚（南拳媽媽） 

14. 牡丹江（南拳媽媽） 

15. 夜的第七章 
 
16. 夜曲 

17. 夜上海 

18. 迷迭香 

19. 本草綱目 

20. 千里之外 

21. 菊花台 

22. 直到最後+彩虹天堂（劉畊宏） 

23. 彩虹 

24. 淘汰 

25. 開不了口 

26. 甜甜的 

27. 陽光宅男 

Encore 

28. 髮如雪 

29. 霍元甲 

30. 雙截棍 

1. 黃金甲 

2. 無雙 

3. 最後的戰役 

4. 不能說的秘密 

5. 退後 

6. 麥芽糖 

7. 牛仔很忙 

8. 聽媽媽的話 

9. 星晴（with Twins） 

10. 黑色幽默 
 
11. 最長的電影 

12. 安靜 

13. 講不出聲（原唱：關菊英） 

14. 鬥琴 

15. 千里之外 
 
16. 菊花台 

17. 本草綱目+玩扯鈴 

18. 夜的第七章 

19. 夜曲 

20. 迷迭香 

21. 雙截棍（吉他版） 

22. 彩虹 

23. 開不了口 

24. 甜甜的 

25. 陽光宅男 

Encore 

26. 髮如雪 

27. 霍元甲 

28. 雙截棍 

1. 黃金甲 

2. 無雙 

3. 最後的戰役 

4. 不能說的秘密 

5. 退後 

6. 聽媽媽的話 

7. 牛仔很忙 

8. 黑色幽默 

9. 夜曲 

10. 安靜 
 
11. 鬥琴 
 
12. 笑著流淚 

13. 屋頂 

14. 千里之外 

15. 菊花台 

16. 本草綱目 
 
17. 夜的第七章 

18. 忍者 

19. 雙截棍（吉他版） 

20. 雙人枕頭（原唱：王識賢） 

21. 彩虹 

22. 開不了口 

23. 陽光宅男 

Encore 

24. 髮如雪 

25. 霍元甲 

26. 雙截棍 

1. 黃金甲 

2. 無雙 

3. 最後的戰役 

4. 不能說的秘密 

5. 退後 

6. 麥芽糖 

7. 牛仔很忙 

8. 聽媽媽的話 

9. 直到最後+彩虹天堂（劉畊宏）

10. 黑色幽默 
 
11. 最長的電影 

13. 千山萬水 

14. 安靜 

15. 千里之外 
 
16. 青花瓷 

17. 本草綱目 

18. 破曉（南拳媽媽） 

19. What Can I Do+牡丹江（南拳媽媽） 

20. 夜的第七章 

21. 夜曲 

22. 迷迭香 

23. 雙截棍（吉他版） 

24. 彩虹 

25. 開不了口 

26. 陽光宅男 

Encore 

27. 周大俠 

28. 髮如雪 

29. 霍元甲 

30. 雙截棍 

1. 黃金甲 

2. 無雙 

3. 最後的戰役 

4. 不能說的秘密 

5. 退後 

6. 七里香 

7. 麥芽糖 

8. 牛仔很忙 

9. 聽媽媽的話 

10. 蝸牛 

11. 黑色幽默 
 
12. 最長的電影 

13. 安靜 

14. 千里之外 
 
15. 青花瓷 

16. 本草綱目 

17. 夜的第七章 

18. 夜曲 

19. 迷迭香 

20. 雙截棍（吉他版） 

21. 城裡的月光 

22. 開不了口 

23. 陽光宅男 

Encore 

24. 周大俠 

25. 髮如雪 

26. 霍元甲 

27. 雙截棍 

1. 黃金甲 

2. 無雙 

3. 最後的戰役 

4. 不能說的秘密 

5. 退後 

6. 麥芽糖 

7. 牛仔很忙 

8. 聽媽媽的話 

9. 黑色幽默 
 
10. 說好的幸福呢 

11. 安靜 

12. 千里之外 
 
13. 菊花台 

14. 本草綱目 

15. 夜的第七章 

16. 夜曲 

17. 迷迭香 

18. 稻香 

19. 雙截棍（吉他版） 

20. 月光 

21. 開不了口 

22. 陽光宅男 

Encore 

23. 周大俠 

24. 髮如雪 

25. 霍元甲 

26. 雙截棍 

1. 黃金甲 

2. 無雙 

3. 最後的戰役 

4. 不能說的秘密 

5. 退後 

6. 麥芽糖 

7. 牛仔很忙 

8. 聽媽媽的話 

9. 黑色幽默 
 
10. 說好的幸福呢 

11. 安靜 

12. 千里之外 
 
13. 菊花台 

14. 本草綱目 

15. 夜的第七章 

16. 夜曲 

17. 迷迭香 

18. 稻香 

19. 雙截棍（吉他版） 

20. 月光 

21. 開不了口 

22. 陽光宅男 

Encore 

23. 周大俠 

24. 髮如雪 

25. 霍元甲 

26. 雙截棍 

27. 七里香 

## 曲目
| CD 1 | CD 1                                | CD 1 |
| 曲序 | 曲目                                | 时长 |
| ---- | ----------------------------------- | ---- |
| 1.   | 黃金甲                              | 3:17 |
| 2.   | 無雙                                | 5:06 |
| 3.   | 不能説的秘密                        | 4:57 |
| 4.   | 退後                                | 4:24 |
| 5.   | 甜甜的                              | 4:11 |
| 6.   | 最長的電影                          | 4:01 |
| 7.   | 蒲公英的約定                        | 4:13 |
| 8.   | 白色風車                            | 4:38 |
| 9.   | 菊花台                              | 5:02 |
| 10.  | 麥芽糖                              | 4:23 |
| 11.  | 牛仔很忙                            | 2:45 |
| 12.  | 聽媽媽的話（合唱：潘瑋柏 & 張學友） | 3:25 |

| CD 2 | CD 2                     | CD 2 |
| 曲序 | 曲目                     | 时长 |
| ---- | ------------------------ | ---- |
| 1.   | 本草綱目（合唱：柯有綸） | 3:30 |
| 2.   | 千里之外（合唱：费玉清） | 4:17 |
| 3.   | 夜曲                     | 3:43 |
| 4.   | 迷迭香                   | 4:12 |
| 5.   | 陽光宅男                 | 5:54 |
| 6.   | 髮如雪                   | 6:06 |
| 7.   | 霍元甲                   | 3:18 |
| 8.   | 雙截棍                   | 3:04 |
| 9.   | 周大俠（合唱：杜國璋）   | 2:15 |

| DVD  | DVD                        |
| 曲序 | 曲目                       |
| ---- | -------------------------- |
| 1.   | 黃金甲                     |
| 2.   | 無雙                       |
| 3.   | 不能説的秘密               |
| 4.   | 甜甜的                     |
| 5.   | 最長的電影                 |
| 6.   | 蒲公英的約定               |
| 7.   | 白色風車                   |
| 8.   | 菊花台                     |
| 9.   | 嗆（合唱：詹宇豪）         |
| 10.  | 麥芽糖                     |
| 11.  | 牛仔很忙                   |
| 12.  | 聽媽媽的話（合唱：潘瑋柏） |
| 13.  | 玩酷（演唱：潘玮柏）       |
| 14.  | 本草綱目（合唱：柯有綸）   |
| 15.  | 千里之外（合唱：费玉清）   |
| 16.  | 夜曲                       |
| 17.  | 迷迭香                     |
| 18.  | 陽光宅男                   |
| 19.  | 髮如雪                     |
| 20.  | 霍元甲                     |
| 21.  | 雙截棍                     |
| 22.  | 樂手介紹影片               |
| 23.  | 幕後花絮                   |
| 24.  | 周大俠（音乐MV）           |